# La parte del león
La parte del león  es una película argentina policial de 1978 escrita y dirigida por Adolfo Aristarain. Protagonizada por Luisina Brando, Julio De Grazia y Fernanda Mistral. Coprotagonizada por Ulises Dumont, Arturo Maly y Julio Chávez. También, contó con las actuaciones especiales de Beba Bidart y Osvaldo Terranova. Y la presentación de Cecilia Padilla. Fue filmada en Eastmancolor y se estrenó el 1 de junio de 1978.

## Sinopsis
Por casualidad un hombre común y corriente, Bruno di Toro, encuentra, en el techo del hotel donde transita su vida de hombre separado, el dinero que fue robado de un banco. 
Este evento le despierta una gran esperanza: cree hallar en ese dinero la vía para levantar su matrimonio, el cual está al borde del divorcio. 
Una vez con el botin en su poder, Di Toro se percata de que el dinero está marcado, y que todos los medios han dado a conocer la numeración de los mismos. Pero no es este el único problema. Los responsables del robo a la bóveda del banco son dos sujetos peligrosos, especialmente El Nene, un malviviente de aspecto angelical pero con una personalidad psicopática y homicida. Ellos deducen, correctamante, que si el dinero fue sustraído del techo del hotel, alguno de los pasajeros lo tiene. 
El Nene, que es tan seductor como peligroso, logra sustraerle a la dueña del hotel información sobre los pasajeros, y la llegada a Di Toro será cuestión de horas. Ante esto, Di Toro, quien al fin y al cabo es un simple ciudadano de a pie, comprende que no podrá sostener la situación y toma la decisión de dejar el país, previo blanquear el dinero. 
Para esto recurre a su amigo Mario, un adinerado turfman con aceitados contactos en el bajo mundo de las ingenierías financieras clandestinas. Pero El Nene y Larsen harán lo imposible para evitar que Di Toro logre su cometido. Por su parte, Di Toro se verá obligado a enfrentarse con lo peor de sí mismo, con una cara abominable que ni él mismo preveía.

## Reparto
Participaron del filme los siguientes intérpretes:
- Julio De Grazia …Bruno Di Toro
- Luisina Brando …Luisa
- Fernanda Mistral …Silvia de Di Toro
- Julio Chávez …El Nene
- Ulises Dumont …Larsen
- Arturo Maly …Mario
- Osvaldo Terranova …Suárez
- Beba Bidart …Dueña de la pensión
- Cecilia Padilla …Fabiana Di Toro
- Lidia Catalano …Vecina
- Alejandro Patiño
- Patricio Contreras …Cuidador
- Miguel Guerberof …Abogado
- Enrique Mazza
- Héctor Monti
- Aldo Pastur …Hombre en hotel
- Ernesto Torchia
- Marcos Woinski …Encargado del estacionamiento
- Javier Nigelson
- Roberto Barrios
- Tito Luca
- Franklin Caicedo

## Producción
Aristarain logró que tres abogados –Carlos Andrada, Héctor Noli y Jorge Cuomo- pusieran los fondos necesarios para la producción del filme, que se complementaría con un préstamo del Instituto de Cinematografía. En tanto el costo estándar de un filme en el país era de unos U$S 200.000 dólares, el presupuesto de la parte del león era de unos U$S 80.000 dólares.
Inicialmente, Aristarain pensó en Luis Politti y Cecilia Roth para interpretar a Bruno y Fabiana Di Toro, pero ambos se exiliaron en España debido a la persecución que sufrieron muchos artistas durante la última dictadura cívico-militar argentina (1976-1983), y el director debió reemplazarlos por los actores que finalmente aparecen en el film.
La película debía respetar una regla impuesta por el Ente de Calificación Cinematográfica conforme la cual no podían aparecer policías uniformados, escenas con drogas o con desnudos ni delincuentes que dieran una impresión simpática. Aristarain demostró su capacidad de director al ser capaz de acatar estas reglas sin que repercutiera en el filme.
Al momento del estreno el film no atrajo público, pero posteriormente se exhibió en muestras, funciones de cineclub y cinemateca-debate, y aunque no ganó premios (no fue presentada en festivales internacionales y la Asociación de Cronistas Cinematográficos de la Argentina había suspendido la entrega de premios del año del estreno), en un año se había recuperado la inversión inicial para la producción.
La música del film fue compuesta por Aníbal Guart y Jorge Navarro, e interpretada por 
Jorge Navarro (piano), Adalberto Cevasco (bajo), Ricardo Lew (guitarra), Norberto Minichillo (batería) y Andrés Boiarsky (saxo).

## Críticas/Comentarios
Daniel López en La Opinión escribió:

«Exacto tiempo narrativo y la convicción de estar, simplemente, contando una historia sin pretensiones grandielocuentes.»

ML en La Prensa escribió:

«Un hondo drama psicológico que Aristarain relata con un lenguaje muy directo y sin demasiadas sutilezas.»

La Nación opinó:

«Manifiesta la destreza descriptiva del director...para construir su película con tomas breves, seguramente discriminadas rítmicamente en la mesa de montaje.»

La Razón dijo:

«Cine moderno e inteligente…Aristarain ha sabido plasmar una historia de corte policial en un ritmo ágil y pleno de situaciones de hondo contenido humano.»

Manrupe y Portela escriben en su libro:

«Sorprendente opera prima de Aristarain. Todos los códigos del film negro, personajes, lugares, suspenso, están manejados con seguridad e ironía haciendo de una historia simple una obra ajustada que preanuncia sus grandes títulos. Hoy, una película de culto.»

Fernando Brenner escribió:

« Aristarain…demostró…oficio y talento….de lo que es una puesta en escena, el tiempo cinematográfico, el encuadre y los muy precisos diálogos. Y por sobre todo: la credibilidad:. En lo que sucedía y actuaciones convincentes.»Brenner, Fernando (1993). Adolfo Aristarain. Buenos Aires: Centro Editor de América Latina. pp. 14/18. ISBN 950-25-3151-5.</ref>